# Fiat 1100 (1937)
El Fiat 1100 es un automóvil del segmento C producido entre 1937 y 1953 por el fabricante italiano Fiat. Fue introducido en 1937 con los nombres de Fiat 508 C o Balilla 1100, como reemplazo del Fiat 508 Balilla. Bajo la nueva carrocería, el 508 C tenía una mecánica más moderna y refinada en comparación con el 508, incluida una suspensión independiente y un motor OHV ampliado.
En 1939 se actualizó y se renombró simplemente como Fiat 1100. El 1100 se produjo en tres series consecutivas: 1100, 1100 B y 1100 E, hasta 1953, cuando fue reemplazado por el totalmente nuevo Fiat 1100/103 con carrocería monocasco.

## Historia
El Fiat 508 C se introdujo por primera vez en 1937. Estaba propulsado por un motor OHV de cuatro cilindros y 1.089 cc en lugar de la unidad anterior de 1 litro del Balilla. La potencia aumentó en un tercio, a 32 CV (23,5 kW) a 4.000 rpm.
La potencia se transmitía hacia las ruedas traseras a través de una caja de cambios de 4 velocidades, y durante ese período, su comodidad, manejo y rendimiento fueron prodigiosos, convirtiéndolo en "el único automóvil para la gente que también era un automóvil para conductores". Inusual para un automóvil de precio modesto de la época era la suspensión delantera independiente, mientras que la trasera tenía un eje de viga con ballestas. Según el fabricante, la velocidad máxima era de 110 km/h (68 mph).

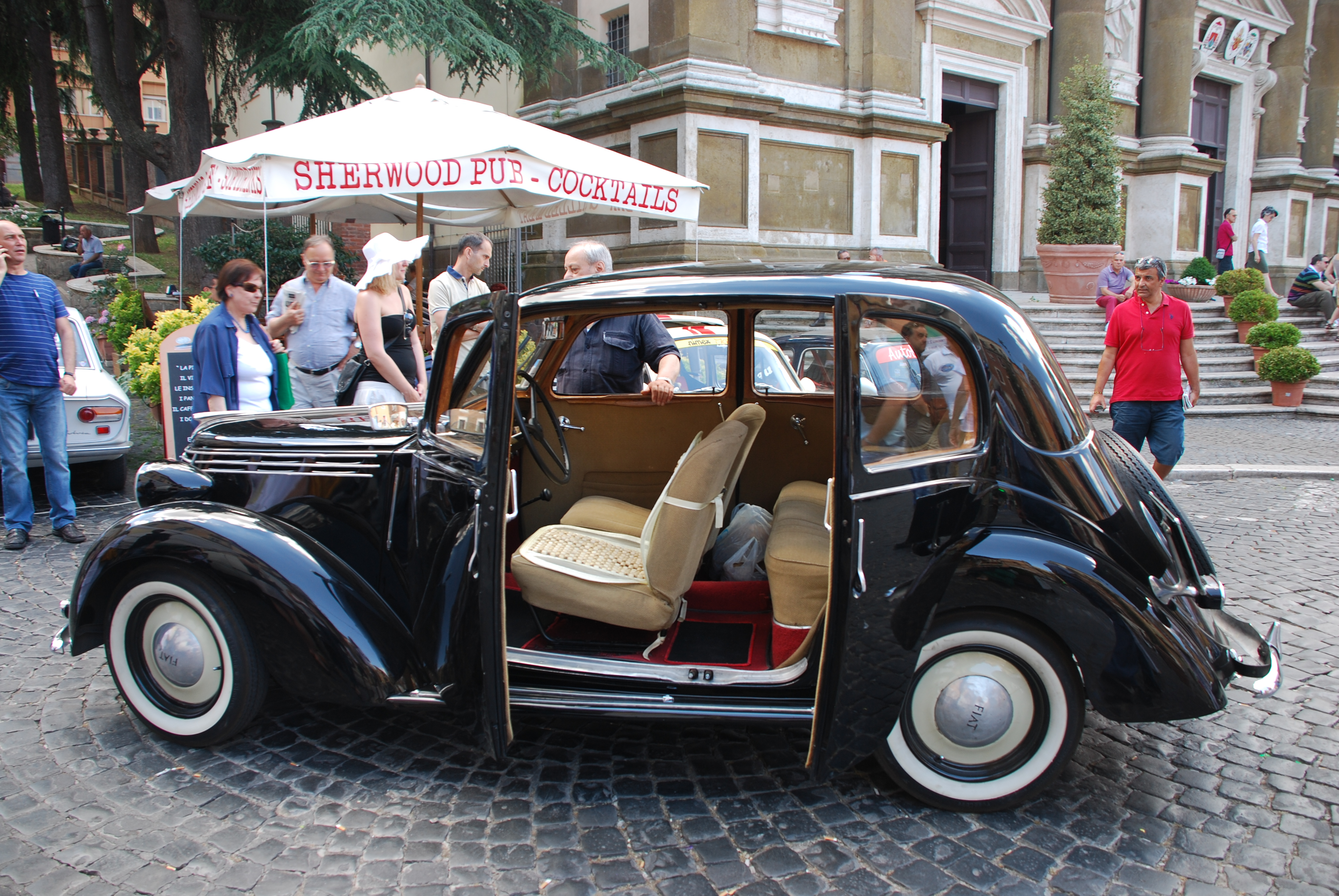
El sedán (aquí un 1100) carecía de pilar central y las puertas traseras se abrían hacia atrás

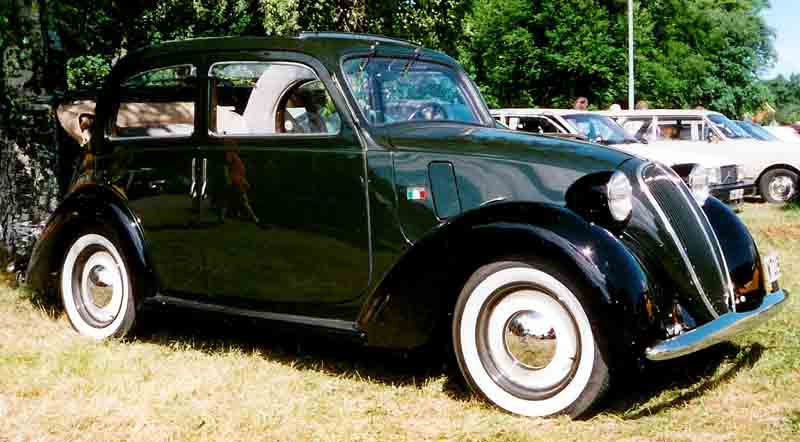
Un 508 C convertible sedán

El estilo exterior recordaba al del Fiat 1500 de 1935 y al Fiat 500 de 1936, con la típica parrilla delantera en forma de corazón de mediados de los años treinta.
El estilo de carrocería principal del Fiat 508 C era un sedán de 4 puertas sin pilares intermedios, con 4 ventanas laterales (dos ventanas a cada lado sin ventanillas de esquina traseras) y puertas de suicidio en la parte trasera. Otros estilos de carrocería enumerados por Fiat fueron un sedán descapotable de 4 puertas (sedán con techo plegable, basado en el modelo estándar de 4 puertas), un torpedo de 4 puertas, un descapotable de 2 puertas y 4 asientos y, por un breve período, un deportivo spider de 2 puertas y 2 asientos construido por Carrozzeria Viotti.
En 1938, Fiat puso a la venta una variante de batalla larga para seis pasajeros, llamada 508 L. Además de la distancia entre ejes extendida en 280 mm (11,0 plg) (hasta 106,3 plg), otras diferencias con el 508 C eran ruedas y neumáticos más anchos (5.50-15 en lugar de neumáticos 5.00-15) y una relación de transmisión final más corta, que redujo la velocidad máxima a 95 km/h (59 mph). El 508 L se vendió como un sedán de 4 puertas y 6 ventanas, sin pilares y con puertas traseras con bisagras traseras como el 508 C, capaz de transportar seis pasajeros gracias a dos asientos plegables.
Además, había una versión taxi (Tassì) de 4 puertas y 6 ventanas, que se diferenciaba por poseer un pilar B, al que se abisagraban las cuatro puertas, y una división entre los compartimentos del conductor y del pasajero. De hecho, la mayoría de las berlinas 508 L se dedicaron al servicio como taxis o coches de librea. El 508 L alargado también formó la base para dos vehículos comerciales ligeros, una furgoneta (nombre italiano 508 L Furgoncino) y un pequeño camión plataforma (508 L Camioncino).

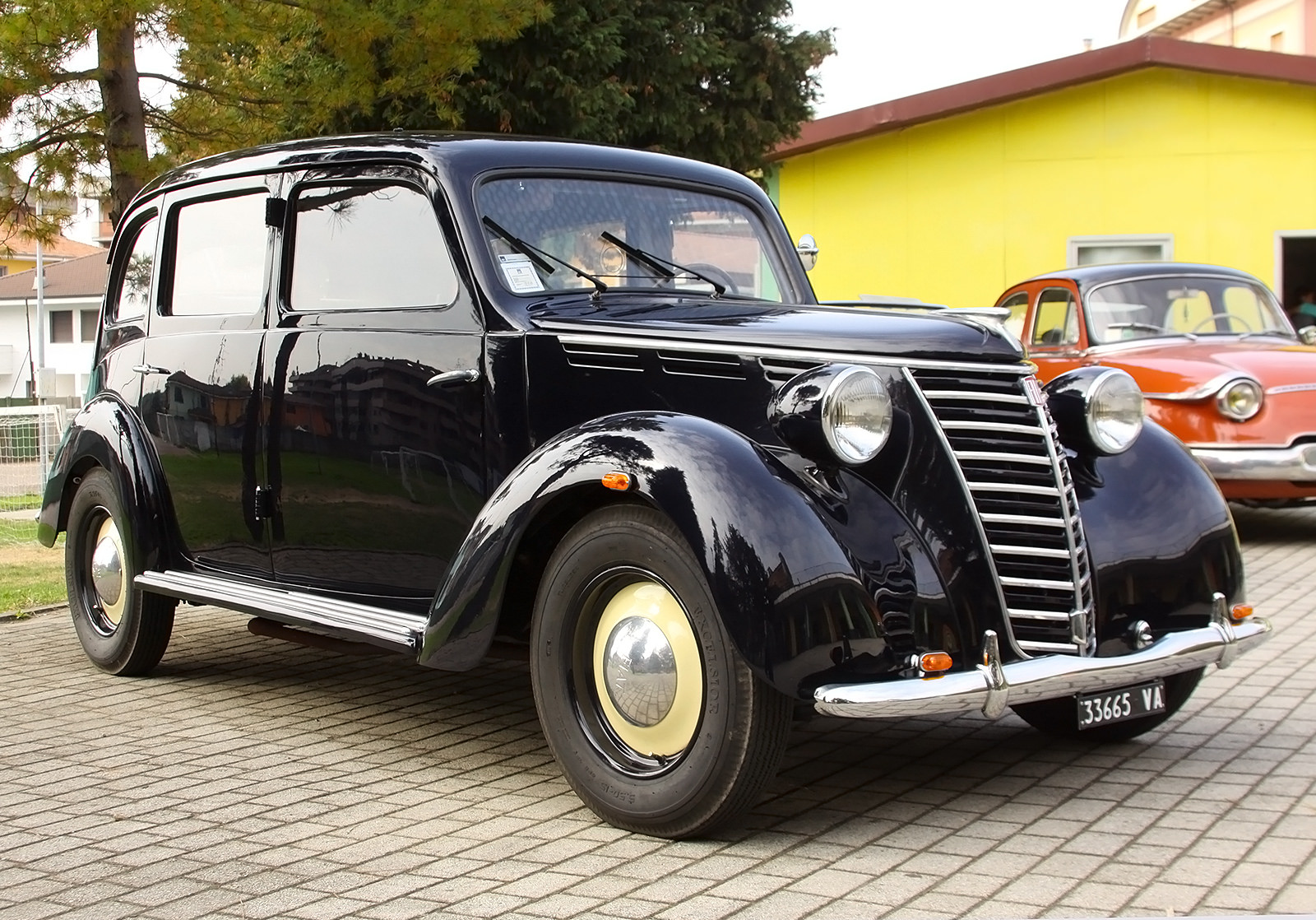
Fiat 1100 BL Tassì (1948)

Nuevamente en 1938 se introdujo un modelo deportivo, el 508 C Mille Miglia con un motor de 42 CV (30,9 kW).
En 1939, el coche sufrió un rediseño de la parte delantera y se convirtió en el Fiat 1100, también conocido de forma inapropiada como 1100 A para distinguirlo de las variantes posteriores. El automóvil recibió una rejilla más alta y puntiaguda, lo que le valió el apodo popular de 1100 "musone", i. mi. "boca grande": con barras horizontales de cromo, las tres superiores se extienden hacia atrás sobre las rejillas en forma de ventana a cada lado del capó rediseñado del motor. 
Los estilos de carrocería disponibles eran seis, todos transferidos del modelo anterior: sedán, sedán convertible, cabriolet, berlinetta deportiva, sedán de batalla larga y taxi. No se realizaron cambios significativos en la mecánica del automóvil.
Después de la Segunda Guerra Mundial, en 1948, el 1100 recibió algunas mejoras mecánicas e interiores, y pasó a llamarse 1100 B. El motor revisado tipo 1100 B rendía 35 CV (25,7 kW) a 4.400 rpm gracias a los colectores de admisión y escape mejorados y a un carburador de estrangulamiento más grande de 32 mm de diámetro. En el interior de la cabina había un volante de dos radios en lugar del anterior de tres radios, nueva instrumentación y molduras actualizadas. El 1100 B estaba disponible como sedán, sedán de batalla larga y taxi. En total se fabricaron 25.000 unidades entre 1948 y 1949.
El 1100 B duró solo un año, ya que en 1949 el automóvil se reintrodujo con un maletero de perfil curvado y un nuevo nombre, el 1100 E.

## Derivados

### 508 C Mille Miglia
El Fiat 508 C Mille Miglia era una berlinetta deportiva de 2 puertas y 2 asientos, basada en el chasis y en el motor de 508 C, producido en 1938 y 1939. En la carrera de las Mille Miglia de 1938, el 508 C MM debutante ganó su clase, registrando una velocidad promedio de 112 km/h (70 mph) y ubicándose en el puesto 16 en la general.
La novedosa carrocería del cupé tenía una forma peculiar pero muy aerodinámica, caracterizada por una línea de techo plana y alargada, una cola cortada abruptamente y algunos rasgos muy modernos como una línea de guardabarros ininterrumpida y costados lisos, una novedad en un Fiat.
Como el modelo Mille Miglia se desarrolló principalmente para ayudar a promover el nuevo 508 C compitiendo en pruebas automovilísticas, el chasis tuvo que ser trasladado desde la berlina y no se pudo bajar ni alterar para reducir el coeficiente aerodinámico. Por lo tanto, para aumentar la velocidad máxima del automóvil, el Ufficio tecnico vetture de Fiat (departamento de ingeniería y diseño de automóviles, dirigido por Dante Giacosa) tuvo que optimizar la forma de la carrocería para mejorar su aerodinámica, incluso con el coste de sacrificar el espacio interior y la visibilidad trasera.
Según Giacosa, la inspiración para la carrocería del cupé deportivo provino de observar que durante las pruebas de funcionamiento, un prototipo 500 Topolino basado en una furgoneta podía alcanzar una velocidad máxima más alta que la berlina en la que se basaba. La forma de la carrocería se perfeccionó luego utilizando una serie de modelos a escala 1:5 y el túnel de viento de la universidad Politécnica de Turín.

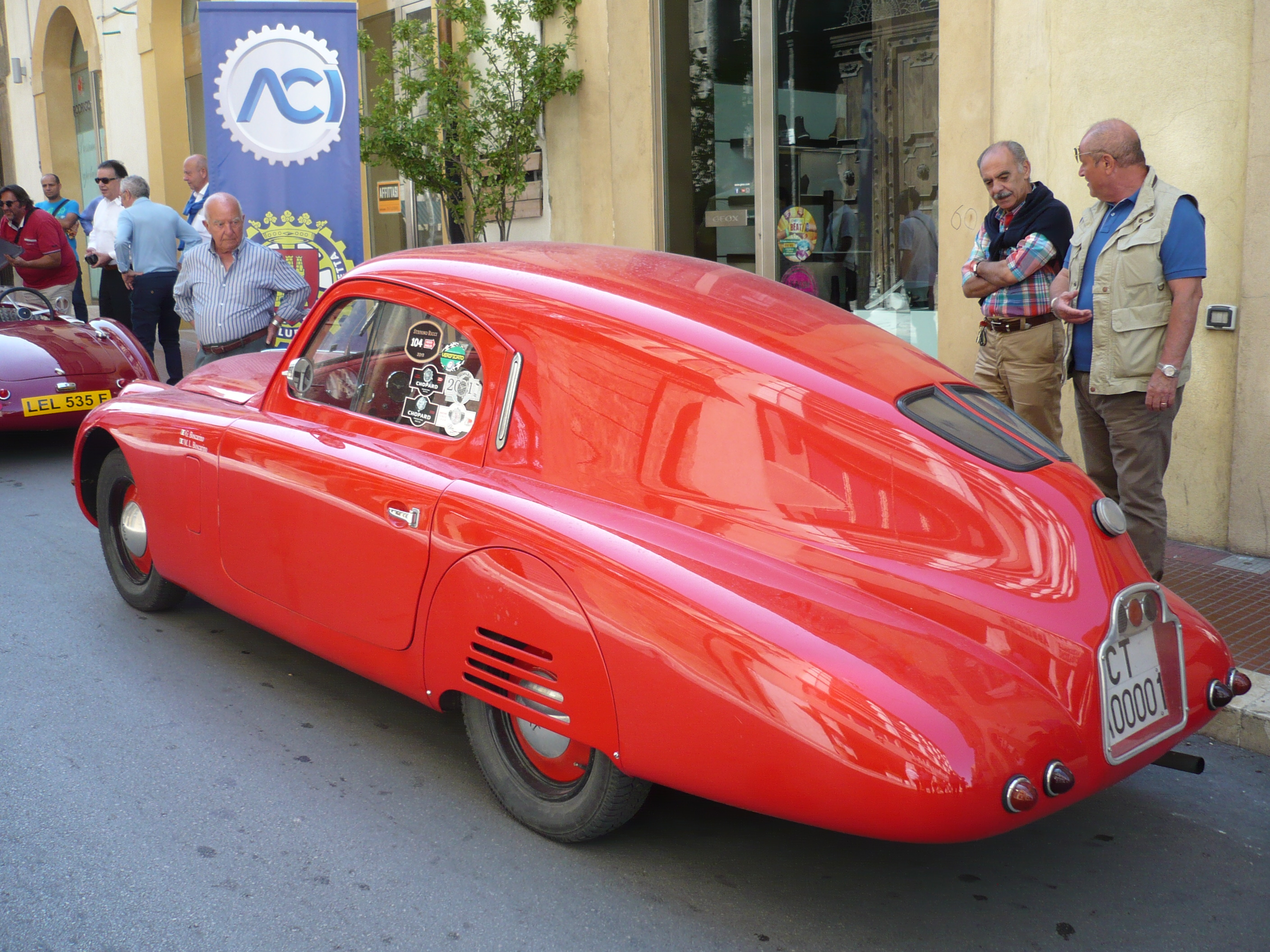
Vista trasera de un 508 C MM, versión de 1939

El motor de 1.089 cc tenía un carburador Cenit 32 VIMB más grande, una relación de compresión de 7:1 y otras mejoras. Denominado como 108 C M.M., producía 42 CV (30,9 kW) a 4400 rpm, frente a 32 PS del 508 C estándar. Gracias a la carrocería aerodinámica y liviana y al motor más potente, su velocidad máxima era de 140 km/h (87 mph), notable para un automóvil de 1,1 litros de ese tamaño y peso.
Para 1939, la forma de la carrocería se desarrolló aún más, cambiando la parte delantera (ahora con una rejilla trilobulada en lugar de en forma de hogar) y exagerando la forma de lágrima de la parte trasera.